# Jimmy Muhindo
Jimmy Muhindo Kyaviro, né le 5 avril 1996 à Kayna, est un coureur cycliste congolais.

## Biographie
Jimmy Muhindo est né à Kayna, dans la province du Nord-Kivu. Après avoir obtenu un diplôme d'État en biologie et chimie, il exerce la profession de vendeur de vélos. Il participe à ses premières courses cyclistes en 2014. 
Lors de la saison 2016, il se distingue en remportant la seizième édition du championnat de République démocratique du Congo. Il termine également dixième du Tour du Faso, sur le circuit de l'UCI Africa Tour. 
En 2017, il obtient diverses places d'honneur sur des étapes du Grand Prix Chantal Biya. Il se classe par ailleurs huitième du Tour de Madagascar, ou encore vingt-deuxième de la course en ligne des Jeux de la Francophonie. 

## Palmarès
- 2015
  - Tour de Paix de Goma[4]
- 2016
  -  Champion de République démocratique du Congo sur route

## Classements mondiaux
| Année                                 | 2017 | 2018 | 2019 | 2020 | 2021 | 2022 | 2023 | 2024  |
| ------------------------------------- | ---- | ---- | ---- | ---- | ---- | ---- | ---- | ----- |
| Classement mondial                    | nc   | nc   | nc   | nc   | nc   | nc   | nc   | 2675e |
| UCI Africa Tour                       | 229e | nc   | nc   | nc   | nc   | nc   | nc   | nc    |
|                                       |      |      |      |      |      |      |      |       |
| Légende : nc = non classéSource : UCI |      |      |      |      |      |      |      |       |